# 食べて極楽!
『食べて極楽!』（たべてごくらく）は、1993年7月2日から1994年3月18日までTBS系列局で放送されていた中部日本放送 (CBC) 製作の旅番組・料理番組である。放送時間は毎週金曜 19:00 - 19:30（日本標準時）、19:28から『日本列島あしたのお天気』を放送していたTBSでは19:28までの放送。

## 概要
毎回ゲストリポーターが日本各地を旅し、現地の特産品を使った料理作りに挑戦していた番組。出演者は全員ゲストで、固定の出演者はいなかった。最初の3か月間は全国牛乳普及協会の単独提供で放送されていたが、1993年10月からは複数社による提供で放送されていた。
1974年に日曜22:00枠でスタートした『度胸時代』以来、20年以上にわたってプライムタイムで放送し続けたCBC製作の全国ネット番組は本番組の最終回をもって一旦終了。その後,ゴールデン・プライムタイムでのCBC製作の全国ネット番組は長らく放送されなかった。2022年4月から火曜19時台に『サンドウィッチマンのどうぶつ園飼育員さんプレゼン合戦 ZOO-1グランプリ』が放送することになり、28年ぶりにCBC製作による全国ネット番組が復活となった。